# Tamazulapam del Espíritu Santo
Tamazulapam del Espíritu Santo è un comune del Messico, situato nello stato di Oaxaca.